# Donald Royal
Donald Adam Royal, (nacido el 22 de mayo de 1966 en Nueva Orleans, Luisiana) es un exjugador de baloncesto estadounidense. Con 2.03 de estatura, su puesto natural en la cancha era el de alero. 

## Trayectoria
- Pensacola Tornados (1987-1988)
- Cedar Rapids Silver Bullets (1988-1989)
- Minnesota Timberwolves (1989-1990)
- Maccabi Tel Aviv (1990-1991)
- Tri-City Chinook (1991)
- San Antonio Spurs (1991-1992)
- Orlando Magic (1992-1996)
- Golden State Warriors (1996-1997)
- Charlotte Hornets (1997)
- Idaho Stampede (1997)
- Orlando Magic (1997-1998)
- Charlotte Hornets (1998)